# Synodontis
Synodontis Cuvier, 1816 è un genere di pesci d'acqua dolce appartenenti alla famiglia Mochokidae che comprende 131 specie.

## Distribuzione e habitat
Questi pesci sono diffusi in tutti i laghi e nei corsi d'acqua del continente africano, ad eccezione del Maghreb, del deserto del Sahara (corso del Nilo escluso) e del Madagascar. Molto probabilmente in diminuzione, per l'ambito acquariofilo, in quanto pesce ornamentale ricercato e dalla livrea unica tra i pesci gatto. Non molto comune nei negozi.

## Descrizione
Questi pesci hanno dimensioni differenti ma forme estremamente simili: la bocca, appuntita, è provvista di 2-3 paia gi robusti barbigli mentre la testa è ricoperta di placche cartilaginee. Il corpo è muscoloso e ricoperto da minutissime squame; è presente una pronunciata pinna adiposa, mentre la coda è forcuta e appuntita.
Le pinne pettorali e la dorsale sono munite di spine erettili robuste e appuntite atte alla difesa. Queste spine sono leggermente velenose ed irritanti a contatto con la pelle. La livrea delle specie è variabile ma tendente a colori mimetici (bruno-nero-bianco-ocra); solitamente un fondo screziato di un altro colore mimetico, alcune specie hanno dei puntini neri su tutto il corpo, dando a questo pesce un impatto visivo molto attraente ed elegante.

Le dimensioni variano dai 4,5 cm di Synodontis acanthoperca agli 80 cm di Synodontis xiphias.

## Biologia
Tutte le specie di Synodontis sono onnivore e detritivore: l'apparato boccale rivolto verso il basso indica un'abitudine alimentare da filtratore del substrato. In natura sono anche predatori di pesci più piccoli, molluschi, crostacei, ma non disdegnano anche alcuni tipi di alghe.

## Tassonomia
Al genere appartengono 131 specie:
- Synodontis acanthomias Boulenger, 1899
- Synodontis acanthoperca Friel & Vigliotta, 2006
- Synodontis afrofischeri Hilgendorf, 1888
- Synodontis alberti Schilthuis, 1891
- Synodontis albolineata Pellegrin, 1924
- Synodontis angelica Schilthuis, 1891
- Synodontis annectens Boulenger, 1911
- Synodontis ansorgii Boulenger, 1911
- Synodontis arnoulti Román, 1966
- Synodontis aterrima Poll & T. R. Roberts, 1968
- Synodontis bastiani Daget, 1948
- Synodontis batensoda Rüppell, 1832
- Synodontis batesii Boulenger, 1907
- Synodontis brichardi Poll, 1959
- Synodontis budgetti Boulenger, 1911
- Synodontis camelopardalis Poll, 1971
- Synodontis carineae Vreven & Ibala Zamba, 2011
- Synodontis caudalis Boulenger, 1899
- Synodontis caudovittata Boulenger, 1901
- Synodontis centralis Poll, 1971
- Synodontis clarias (Linnaeus, 1758) (Mandi)
- Synodontis comoensis Daget & Lévêque, 1981
- Synodontis congica Poll, 1971
- Synodontis contracta Vinciguerra, 1928
- Synodontis courteti Pellegrin, 1906
- Synodontis cuangoana Poll, 1971
- Synodontis decora Boulenger, 1899
- Synodontis dekimpei Paugy, 1987
- Synodontis depauwi Boulenger, 1899
- Synodontis dhonti Boulenger, 1917
- Synodontis dorsomaculata Poll, 1971
- Synodontis euptera Boulenger, 1901
- Synodontis filamentosa Boulenger, 1901
- Synodontis flavitaeniata Boulenger, 1919
- Synodontis frontosa Vaillant, 1895
- Synodontis fuelleborni Hilgendorf & Pappenheim, 1903
- Synodontis geledensis Günther, 1896
- Synodontis gobroni Daget, 1954
- Synodontis grandiops Wright & Page, 2006
- Synodontis granulosa Boulenger, 1900
- Synodontis greshoffi Schilthuis, 1891
- Synodontis guttata Günther, 1865
- Synodontis haugi Pellegrin, 1906
- Synodontis ilebrevis Wright & Page, 2006
- Synodontis irsacae Matthes, 1959
- Synodontis iturii Steindachner, 1911
- Synodontis katangae Poll, 1971
- Synodontis khartoumensis Gideiri, 1967
- Synodontis koensis Pellegrin, 1933
- Synodontis kogonensis Musschoot & Lalèyè, 2008
- Synodontis laessoei Norman, 1923
- Synodontis leopardina Pellegrin, 1914
- Synodontis leopardus Pfeffer, 1896
- Synodontis levequei Paugy, 1987
- Synodontis longirostris Boulenger, 1902
- Synodontis longispinis Pellegrin, 1930
- Synodontis lucipinnis Wright & Page, 2006
- Synodontis lufirae Poll, 1971
- Synodontis macrophthalma Poll, 1971
- Synodontis macrops Greenwood, 1963
- Synodontis macropunctata Wright & Page, 2008
- Synodontis macrostigma Boulenger, 1911
- Synodontis macrostoma P. H. Skelton & P. N. White, 1990
- Synodontis manni De Vos, 2001
- Synodontis marmorata Lönnberg, 1895
- Synodontis matthesi Poll, 1971
- Synodontis melanoptera Boulenger, 1903
- Synodontis melanostictus Boulenger, 1906
- Synodontis membranacea (É. Geoffroy Saint-Hilaire, 1809)
- Synodontis multimaculata Boulenger, 1902
- Synodontis multipunctata Boulenger, 1898
- Synodontis nebulosa W. K. H. Peters, 1852
- Synodontis ngouniensis De Weirdt, Vreven & Fermon, 2008
- Synodontis nigrita Valenciennes, 1840
- Synodontis nigriventris L. R. David, 1936
- Synodontis nigromaculata Boulenger, 1905
- Synodontis njassae Keilhack, 1908
- Synodontis notata Vaillant, 1893
- Synodontis nummifer Boulenger, 1899
- Synodontis obesus Boulenger, 1898
- Synodontis ocellifer Boulenger, 1900
- Synodontis omias Günther, 1864
- Synodontis orientalis Seegers, 2008
- Synodontis ornatipinnis Boulenger, 1899
- Synodontis ornatissima J. P. Gosse, 1982
- Synodontis ouemeensis Musschoot & Lalèyè, 2008
- Synodontis pardalis Boulenger, 1908
- Synodontis petricola Matthes, 1959
- Synodontis pleurops Boulenger, 1897
- Synodontis polli J. P. Gosse, 1982
- Synodontis polyodon Vaillant, 1895
- Synodontis polystigma Boulenger, 1915
- Synodontis pulcher Poll, 1971
- Synodontis punctifer Daget, 1965
- Synodontis punctulata Günther, 1889
- Synodontis punu Vreven & Milondo, 2009
- Synodontis rebeli Holly, 1926
- Synodontis resupinata Boulenger, 1904
- Synodontis ricardoae Seegers, 1996 (Ricardo's squeaker)
- Synodontis robbianus J. A. Smith, 1875
- Synodontis robertsi Poll, 1974
- Synodontis ruandae Matthes, 1959
- Synodontis rufigiensis R. G. Bailey, 1968
- Synodontis rukwaensis Hilgendorf & Pappenheim, 1903
- Synodontis schall (Bloch & J. G. Schneider, 1801)
- Synodontis schoutedeni L. R. David, 1936
- Synodontis serpentis Whitehead, 1962
- Synodontis serrata Rüppell, 1829
- Synodontis smiti Boulenger, 1902
- Synodontis soloni Boulenger, 1899
- Synodontis sorex Günther, 1864
- Synodontis steindachneri Boulenger, 1913
- Synodontis tanganyicae Borodin, 1936
- Synodontis tessmanni Pappenheim, 1911
- Synodontis thamalakanensis Fowler, 1935
- Synodontis thysi Poll, 1971
- Synodontis tourei Daget, 1962
- Synodontis unicolor Boulenger, 1915
- Synodontis vaillanti Boulenger, 1897
- Synodontis vanderwaali P. H. Skelton & P. N. White, 1990
- Synodontis velifer Norman, 1935
- Synodontis vermiculata Daget, 1954
- Synodontis victoriae Boulenger, 1906
- Synodontis violacea Pellegrin, 1919
- Synodontis voltae Román, 1975
- Synodontis waterloti Daget, 1962
- Synodontis woleuensis Friel & Sullivan, 2008
- Synodontis woosnami Boulenger, 1911
- Synodontis xiphias Günther, 1864
- Synodontis zambezensis W. K. H. Peters, 1852
- Synodontis zanzibarica W. K. H. Peters, 1868

## Acquariofilia
Alcune specie sono allevate e commercializzate per l'acquariofilia.